# Doppleschwand
Doppleschwand – miejscowość i gmina w Szwajcarii, w kantonie Lucerna, w okręgu Entlebuch. Pod względem powierzchni jest najmniejszą gminą w okręgu.
Gmina została po raz pierwszy wspomniana w dokumentach w 1275 roku jako Togelswande oraz jako Towenswande.

## Demografia
W Doppleschwandzie mieszka 820 osób. W 2021 roku 5,7% populacji gminy stanowiły osoby urodzone poza Szwajcarią.
W 2000 roku 97,7% populacji mówiło w języku niemieckim, 1,7% populacji w języku albańskim, a 0,3% w języku włoskim.
Zmiany w liczbie ludności na przestrzeni lat przedstawia poniższy wykres: